# Theo Seifer
Theo Seifer (* 8. September 1883 in St. Barbara bei Trier; † 5. April 1946 in Hannover) war ein deutscher Unternehmer, Maschinenbau-Ingenieur und Geologe, der sich hauptsächlich der Erdölgewinnung in Niedersachsen widmete.

## Leben
Theo Seifer wurde im Deutschen Kaiserreich als Sohn des Mühlenunternehmers Peter Ernst Seifer, genannt Wilhelm Seifer (1841–1923), geboren. Er besuchte eines der Gymnasien in Trier sowie in Metz, bevor er nach Berlin an die damalige Technische Hochschule Charlottenburg ging, um dort die Fächer Maschinenbau, Chemie und Geologie zu studieren.
Bis zum Ersten Weltkrieg schenkte Theo Seifer „vor allem den deutschen Erdölwerken im Elsass Aufmerksamkeit“. Über seine Tätigkeit während des Krieges fehlen genauere Informationen, wenn es in einer seiner Biographien heißt: Ein „furchtbarer Mangel an Treib- und Schmierölen im Weltkriege“ führten den Maschinenbauingenieur und praktischen Geologen zu Beginn der Weimarer Republik nach Hannover, nachdem er zuvor bis 1919 die „ihm gehörenden Mühlenwerke in Trier und Bergwerke in Zinnwald“ geleitet hatte, um dann „das niedersächsische Erdölgebiet zu studieren und weiter zu erschließen“.
1920 wurde Theo Seifer mutmaßlich Mitgesellschafter der Gewerkschaft Elwerath. Nach der  ... Chronik eines Erdölunternehmens (siehe Literatur) hatten jedoch der Rechtsanwalt Otto Falk und Seifers Vater Wilhelm im Jahr 1920 jeweils 50 Kuxe der Gewerkschaft erworben und anschließend Theo Seifer die Leitung der Gewerkschaft übertragen. Nach dieser Chronik war Theo Seifer in den Jahren von 1922 bis 1946 als Grubenvorstand tätig.
Mit Theo Seifer erwarb die Gewerkschaft Elwerath Förderungs-Konzessionen der Erdölwerke Hannover, der von dem Kaufmann „Hermann Fiedler, Charlottenburg“ geführten Firma, die zwischen 1909 und 1910 im „Forstort Brand“ Ausbeuterechte erworben hatte, die 1920 an die Gewerkschaft Elwerath übergingen. Auch die Konzessionen „einiger anderer Gesellschaften in Nienhagen“ gingen seinerzeit an die Gewerkschaft Elwerath. In der Folge erwarb Seifers Gewerkschaft weitere Grundstücke und sicherte sich Abbaurechte an Grundstücken. Auf Theo Seifers Initiative hin konnte die Gewerkschaft einen „Erdölgewinnungsvertrag“ für den Forstort Brand mit der Preußischen Staatsforstverwaltung über eine Laufzeit von 30 Jahren abschließen.
Während zuvor andere Fördergesellschaften bei den um die spätere Region Hannover verteilten und bis dahin entdeckten Erdölvorkommen „im gestörten Gebirge nahe dem Salzstockrand“ nur in geringen Tiefen nach Öl suchten, teufte die Gewerkschaft Elwerath unter der Leitung von Theo Seifer bis zu 1000 Meter und mehr ab, stieß dabei auch abseite des Salzstockes in ungestörte Schichten vor und konnte – unter Zuhilfenahme wissenschaftlicher Geologie – die bis dahin unbekannten produktiven Erdölhorizonte der marinen Unterkreide erschließen.
So gelang Seifer unter Einführung neuer Bohrverfahren und Verkürzung der bisher üblichen Bohrzeiten nach nur wenigen Probebohrungen bereits im Jahr 1922 mit der „Bohrung EH 32“ ein erster Erfolg bei der Erdöl- und Erdgasförderung aus den Schichten der Unteren Kreide. Bald wurden dann auch andere höffige Gebiete Nordwestdeutschlands durch die Gewerkschaft Elwerath erschlossen, die 1931 gemeinsam mit der Preußischen Bergwerks- und Hütten AG (Preussag) in Misburg zwecks Rohl-Verarbeitung die Deutsche Erdöl Raffinerie DEURAG gründete.
Nur wenige Monate nach der Machtergreifung durch die Nationalsozialisten wurde Theo Seifer am 18. November 1933 mit der Verleihung der Karmarsch-Denkmünze der Technischen Hochschule Hannover ausgezeichnet.
Die Raffinerie wurde 1935 durch eine neu errichtete Anlage zur Erzeugung von Schmieröl erweitert; die Gewerkschaft „Neue Erdölraffinierie“ (NERAG): „In der wissenschaftlichen Durchforstung der Verarbeitungsvorgänge der unter Leitung von Theo Seifer erhielten auch andere Forscher in Deutschland neue Anregungen.“ Doch die bis 1937 errichten Anlagen am Zweigkanal des Mittellandkanals zum Misburger Hafen waren bereits unter kriegswichtigen Aspekten erbaut und bis zum Beginn des Zweiten Weltkrieges in ihrer Kapazität verdoppelt worden.
Auch nach dem Kriegsbeginn entwickelte sich die NERAG kontinuierlich; die Anlagen der – späteren – DEURAG-NERAG waren im Zuge der Luftangriffe auf Hannover ab Mai 1940 vierzehn Mal Ziel der Fliegerbomben. Nach dem schwersten Angriff am 20. Juli 1944 wurde von dem im Sommer desselben Jahres „aus dem Boden gestampften Misburger KZ-Aussenlager von Neuengamme“ durch Kriegsgefangene und andere KZ-Insassen jeweils sofortige Wiederaufbau-Aktionen zwangsweise durchgeführt.
Theo Seifer starb knapp ein Jahr nach Kriegsende zur Zeit der Britischen Militärregierung am 5. April 1946 in Hannover. Nach seinem Tod änderten sich die Eigentumsverhältnisse der von ihm geleiteten oder in seinem Besitz befindlichen Unternehmen, darunter auch die Firma Wilh. Seifer & Cie, die als Ehranger Walzenmühle dann durch Seifers Erben fortgeführt wurde.
1962 wurde in Hannover-Misburg eine Straße nach Theo Seifer benannt.